# Royuela de Río Franco
Royuela de Río Franco település Spanyolországban, Burgos tartományban. Royuela de Río Franco Palenzuela, Cobos de Cerrato, Torrepadre, Villahoz, Tordómar, Avellanosa de Muñó és Espinosa de Cerrato községekkel határos. Lakosainak száma 170 fő (2024).

## Népesség
A település népessége az utóbbi években az alábbiak szerint változott:
| Lakosok száma | 333  | 289  | 264  | 244  | 236  | 216  | 205  | 181  | 177  | 170  |
|               | 2001 | 2004 | 2006 | 2009 | 2011 | 2014 | 2016 | 2019 | 2021 | 2024 |